# Kourteïs
Les Kourteïs sont un peuple du Niger du groupe Songhaï. Dans la région de Tillabéri, ils occupent les bords et les îles du fleuve Niger entre Ayorou et Say. L'élevage, la pêche, la culture du riz et du mil constituent  la base de leur vie économique.
Ils peuvent être identifiés par leurs scarifications, des signes en forme de croix qu'ils portent souvent sur chacune de leurs joues. Les Kourteïs adhèrent à l'islam, et participent à divers cultes Holey (religion traditionnelle songhaï).

## Ethnonymie
Selon les sources, on observe quelques variantes : Kourfey, Kourtey, Kurtey, kourté .

## Langue
Il n'existe pas de langue kourteï, les Kourteïs parlent la langue songhaï et aussi le fulfulde (langue des Fulbes).